# إرنست ديكرسون
إرنست ديكرسون (بالإنجليزية: Ernest Dickerson)‏ هو مصور سينمائي ومخرج أمريكي، ولد في 25 يونيو 1951 في نيوآرك في الولايات المتحدة.

## وصلات خارجية
- إرنست ديكرسون على موقع IMDb (الإنجليزية)
- إرنست ديكرسون على موقع ألو سيني (الفرنسية)
- إرنست ديكرسون على موقع أول موفي (الإنجليزية)
- إرنست ديكرسون على موقع بوكس أوفيس موجو (الإنجليزية)
- إرنست ديكرسون على موقع قاعدة بيانات الأفلام السويدية (السويدية)
- إرنست ديكرسون على موقع إن إن دي بي (الإنجليزية)
- إرنست ديكرسون على موقع قاعدة بيانات الفيلم (الإنجليزية)
- إرنست ديكرسون على موقع كينوبويسك (الروسية)